# Broadview (Illinois)
Broadview es una villa ubicada en el condado de Cook en el estado estadounidense de Illinois. En el Censo de 2010 tenía una población de 7932 habitantes y una densidad poblacional de 1.723,45 personas por km².

## Geografía
Broadview se encuentra ubicada en las coordenadas 41°51′30″N 87°51′22″O / 41.85833, -87.85611. Según la Oficina del Censo de los Estados Unidos, Broadview tiene una superficie total de 4.6 km², de la cual 4.6 km² corresponden a tierra firme y (0%) 0 km² es agua.

## Demografía
Según el censo de 2010, había 7932 personas residiendo en Broadview. La densidad de población era de 1.723,45 hab./km². De los 7932 habitantes, Broadview estaba compuesto por el 17.04% blancos, el 76.24% eran afroamericanos, el 0.1% eran amerindios, el 1.36% eran asiáticos, el 0.04% eran isleños del Pacífico, el 3.34% eran de otras razas y el 1.88% pertenecían a dos o más razas. Del total de la población el 8.6% eran hispanos o latinos de cualquier raza.

## Educación
El Distrito Escolar 89 de Maywood-Melrose Park-Broadview gestiona escuelas públicas primarias y medias.
El Distrito 209 de Escuelas Secundarias del Municipio de Proviso gestiona escuelas preparatorias.